# Р
Р, р (Er) é uma letra do alfabeto cirílico (décima oitava do alfabeto russo, vigésima primeira do ucraniano).
Representa /r/, a vibrante múltipla alveolar (como  perro em espanhol).
Originou-se da letra grega Ρ (Rô). Não deve ser confundida com a letra latina P.